# یلوه سوینهو
یلوه سوینهو (نام علمی: Coturnicops exquisitus) نام یک گونه از سرده یلوه‌های بلدرچینی است.